# Paul Opitz (Beamter)
Paul Opitz (* 17. September 1897 in Schmiedeberg, Kreis Wittenberg; † nach 1967) war ein deutscher Staatsbeamter. Er war während der NS-Zeit Referent im Geheimen Staatspolizeiamt und in der Nachkriegszeit Mitarbeiter beim Bundesamt für Verfassungsschutz. Er ist nicht zu verwechseln mit dem im Reichssicherheitshauptamt RSHA tätigen Paul Opitz (* 1. Juni 1898; SS-Nr. 40.404).

## Leben und Tätigkeit

### Jugend und frühe Laufbahn
Opitz war der zweite Sohn des Forstverwaltungsbeamten Edmund Opitz und seiner Ehefrau Marie, geborene Baltz.
Nach dem Besuch der Volksschule und des Realgymnasiums in Eilenburg nahm Opitz ab 1915 mit dem Infanterieregiment 136 und 143 am Ersten Weltkrieg teil. Während des Krieges kam er ausschließlich an der Westfront zum Einsatz: 1917 wurde er bei Cambrai verwundet, anschließend war er 1918 nachrichtendienstlich für die Nahaufklärung tätig, bevor er am 8. Oktober 1918 in englische Kriegsgefangenschaft geriet, aus der er am 22. oder 31. Dezember 1919 entlassen wurde.
Nach seiner Rückkehr nach Deutschland gehörte Opitz einem Freikorps an, mit dem er sich an den nach dem Krieg ausgebrochenen deutsch-polnischen Grenzkämpfen beteiligte. Zum 1. Februar 1923 trat Opitz in den Polizeidienst ein.

### Zeit des Nationalsozialismus
Um 1936 wurde Opitz als Beamter in das Geheime Staatspolizeiamt in Berlin versetzt und trat zu dieser Zeit auch in die Schutzstaffel (SS) (SS-Nr. 332.024) ein. Spätestens seit dem 1. Januar 1938 bearbeitete er dort im Rang eines Kriminalrates das Sachgebiet II A 5 (Passfälschungsangelegenheiten) im Referat II A („Kommunismus, Marxismus, Sowjetrussen, staatsfeindliches Ausländertum“). Im folgenden Jahr war er laut Geschäftsverteilungsplan des Geheimen Staatspolizeiamtes vom 1. Juli 1939 zum Stellvertretender Leiter dieses Referates aufgestiegen und bearbeitete zusätzlich das Sachgebiet II A 5 sowie stellvertretend die Sachgebiete II A 2 („Beobachtung und Bekämpfung der marxistischen Bewegung“) und II A 4. Reguläre Referenten waren Bruno Sattler und Josef Vogt. Bei gerichtlichen Vernehmungen in den 1960er Jahren behauptete er, dass es sich bei diesen Zuständigkeitszuschreibungen um „Druckfehler“ gehandelt habe.
Ende 1939 wurde Opitz zur Einwandererzentrale Posen versetzt. 1941 übernahm er ein „fliegendes Kommando“ des RSHA zur Grenzüberwachung. 1943 kehrte er als Referent für die Grenzpolizei ins Reichssicherheitshauptamt nach Berlin zurück (Referat IV F 1). Nach dem Attentat auf Hitler am 20. Juli 1944 gehörte Opitz der zur Aufklärung dieser Tat eingesetzten Sonderkommission der Geheimen Staatspolizei an.
Ende 1944 wurde Opitz als Referent beim neu eingesetzten Generalinspekteur für die verbliebenen Grenzen eingeteilt.

### Nachkriegszeit
Nach dem Kriegsende ging Opitz nach Norddeutschland. In den folgenden Jahren war er für die amerikanische Besatzungsmacht tätig. 1951 wurde er auf Empfehlung von Gustav Halswick – der ihn als „Sachverständigen des Kommunismus“ anpries – beim Bundesamt für Verfassungsschutz eingestellt und gleichzeitig wieder in den Staatsdienst aufgenommen. In den folgenden Jahren war er beim Amt für Verfassungsschutz in Köln tätig. Zum 1. Juli 1961 trat er aus gesundheitlichen Gründen in den Ruhestand.
Einer breiteren Öffentlichkeit bekannt wurde Opitzs Rolle während der NS-Zeit erstmals, als er im Braunbuch der DDR „über Kriegs- und Naziverbrecher in der Bundesrepublik“ als eine der hochgestellten Persönlichkeiten im Staatsapparat des westdeutschen Staates angeprangert wurde, die in die Untaten der Nazizeit verstrickt gewesen seien (S. 97).
1967 wurde Opitz von der Staatsanwaltschaft beim Kammergericht in West-Berlin in das damals anhängige Ermittlungsverfahren gegen ehemalige Angehörige des RSHA wegen der Massenmorde an der polnischen Bevölkerung während der deutschen Besetzung Polens 1939–1945 einbezogen. Im Rahmen der Ermittlungen war festgestellt worden, dass das Sachgebiet II A 4 der Gestapo bei der Erstellung von Fahndungslisten führender polnischer Persönlichkeiten („Intellektuelle, Lehrer, Offiziere etc.“) mitgewirkt hatte, die den Einsatzgruppen, zur „Abarbeitung“ mitgegeben wurden, worauf sie Massenmorde in Polen ausführten. Laut den erhalten gebliebenen Geschäftsverteilungsplänen der Gestapozentrale war Opitz der Stellvertreter des mit der Bearbeitung des genannten Sachgebietes befassten Beamten gewesen, so dass eine Involvierung oder zumindest Kenntnis Opitzs über die Einsatzgruppentätigkeit angenommen wurde. In seinen Vernehmungen durch die Staatsanwaltschaft sowie später vor Gericht bestritt Opitz, spezifische Kenntnisse über den Sachverhalt gehabt zu haben. Das Gericht kam zu dem Ergebnis, dass Opitz lediglich eine allgemein-grundsätzliche Funktion als Vertreter der für die Sachgebiete II A 2 und II A 4 des Geheimen Staatspolizeiamtes zuständigen Mitarbeiter nachweisbar sei. Am 12. Januar 1968 teilte das Kammergericht Berlin (West) daher dem Bundesamt für Verfassungsschutz abschließend mit, dass Opitz kein strafbares Verhalten nachgewiesen werden könne.

## Beförderungen
- 20. April 1940: SS-Sturmbannführer